# Lost in Reverie
Lost in Reverie treći je studijski album norveškog avangardnog metal sastava Peccatum. Album su 19. travnja 2004. godine objavile diskografske kuće Mnemosyne Productions i The End Records.

## Popis pjesama
Tekstovi i glazba: Ihriel i Ihsahn. 
| 1.    | »Desolate Ever After«              | 8:26 |
| 2.    | »In the Bodiless Heart«            | 7:03 |
| 3.    | »Parasite My Heart«                | 6:23 |
| 4.    | »Veils of Blue«                    | 6:05 |
| 5.    | »Black Star«                       | 8:14 |
| 6.    | »Stillness«                        | 7:12 |
| 7.    | »The Banks of This River Is Night« | 6:34 |
| 49:57 |                                    |      |

## Recenzije
Eduardo Rivadavia, glazbeni kritičar sa stranice AllMusic, dodijelio je albumu četiri od pet zvjezdica te je izjavio: "Ako se itko pitao zašto je posljednji Emperorov album zvučao pomalo tanko na idejama i inspiraciji (a to su se bogme pitali svi!), Peccatum je razlog zašto. Zapravo, čak i dok su ikone norveškog black metala nadopunjavale svoje legendarne karijere ne tako legendarnim albumima, glavni je skladatelj i tekstopisac Ihsahn već bio zaokupiran svojim vremenski zahtjevnim obiteljskim sekundarnim glazbenim projektom čiji su članovi bili njegova supruga Ihriel (poznata po svojem radu u Star of Ashu) te šogor Lord PZ. U stvari, trio je već bio snimio dva studijska albuma i EP u vrijeme Emperorovog raspada te je, unatoč tome što je PZ već napustio skupinu, Peccatumov treći album, Lost in Reverie iz 2004. godine, bio prvi uradak koji je uživao potpunu Ihsahnovu pozornost -- što se i vidjelo. Uistinu ambiciozan poduhvat u vodama post-metal eksperimentiranja, Lost in Reverie gura granice avangarde do mjesta koja se niti Peccatum niti Emperor nisu još usudili istražiti, istovremeno slamajući i ponovno pišući sva pravila kako se prohtije ovim stvarateljima. Doista, neki bi mogli pomisliti kako uvodni parnjak pjesama "Desolate Ever After" i "In the Bodiless Heart" sadrži više dobrih ideja od oba posljednja Emperorova albuma jer prelazi iz slatkih ambijentalnih dionica u moć industrial metala u tren oka. Posljedične zvukovne avanture, kao što su "Parasite My Heart" i "Stillness", slično su strukturirane (ili takoreći nestrukturirane), uz prorijeđene, gotovo nečujne prijelaze koji se neočekivano prepuštaju širokopojasnoj orkestraciji, dok Ihsahn i Ihriel (on vrišteći poput opsjednutog demona, a ona poput jezovite Kate Bush na shizofreničnoj "Black Star") kontinuirano izmjenjuju vokalne dionice. Doduše, zavijajući vokali ovog dua nekad mogu biti previše (na pomalo trip hop "Veils of Blue" čovjek se pita žele li biti previše dramatični ili jednostavno falšaju), ali se Ihriel u svakom slučaju iskupljuje na zapanjujućoj konačnoj skladbi vođenoj klavirom i gudačkim glazbalima, "The Banks of This River Is Night". Dok ovo evokativno djelo zatvara album, polako postaje očito da, uz sav svoj često donkihotovski romanticizam, smjelost Lost in Reveriea u konačnici pobjeđuje svake povremene greškice -- hrabro i preporučeno djelo".

## Zasluge
| Peccatum - Ihsahn – vokali, gitara, bas-gitara, klavijature, programiranje, produkcija, inženjer zvuka - Ihriel – vokali, klavijature, elektronika, programiranje, produkcija, inženjer zvuka Ostalo osoblje - Tom Kvålsvoll – mastering | Dodatni glazbenici - PZ – dodatni vokali (na pjesmama 3 i 5) - Knut Aalefjaer – bubnjevi, udaraljke - Einar Solberg – dodatni vokali (na pjesmama 3 i 5) |